# Gadgi, Bidar
Gadgi là một làng thuộc tehsil Bidar, huyện Bidar, bang Karnataka, Ấn Độ.